# Berka/Werra
Berka/Werra ist der größte Ortsteil und Verwaltungssitz der Stadt Werra-Suhl-Tal im Wartburgkreis in Thüringen, die am 1. Januar 2019 aus der bis dahin selbständigen Landstadt Berka/Werra und weiteren Gemeinden gebildet wurde.

## Geografie
Berka ist im äußersten Westen Thüringens unmittelbar an der Landesgrenze zu Hessen gelegen. Die Ortslage erstreckt sich auf dem rechten, östlichen Ufer der Werra. Naturräumlich liegt Berka im Berka-Gerstunger Becken des Salzunger Werraberglandes, im mittleren Werratal, am Rande des Richelsdorfer Gebirges. Höchster Punkt der Gemarkung Berka ist der Berg Hohe Rod (319,6 m ü. NN), die Ortslage selbst liegt zwischen 210 und 240 m ü. NN. Unterhalb der Stadt mündet das Gewässer II. Ordnung Suhl in die Werra.
Berka hat eine Fläche von 7,94 km², die Gesamtfläche mit den Stadtteilen betrug zuletzt 56,93 km². Die Gemarkung grenzt im Norden an die Gemeinde Gerstungen, im Osten an Herda und Auenheim-Rienau sowie im Süden an Dippach und Dankmarshausen. Im Westen liegt der Ortsteil Obersuhl der hessischen Gemeinde Wildeck.

### Geologie und Bodenschätze
Berka/Werra liegt im Zentrum des Berka-Gerstunger Beckens. Dieses weite Becken ist rings von Höhenzügen umgeben: im Südwesten der Seulingswald, im Süden die Ausläufer der Vorderrhön, im Osten die Ausläufer des Thüringer Waldes und im Norden das Richelsdorfer Gebirge. Geologisch betrachtet liegt der Ort in der geologischen Formation Trias, dem Mittleren Buntsandstein. Untertage befinden sich beträchtliche Kalisalzlagerstätten des Werra-Kalireviers, die früher im Schacht Alexandershall bei Dippach und Abteroda und bis heute bei Heringen abgebaut werden. Oberirdisch wurde beispielsweise am Hohe Rod und am Eichelberg Sandstein und Kies abgebaut.

## Geschichte

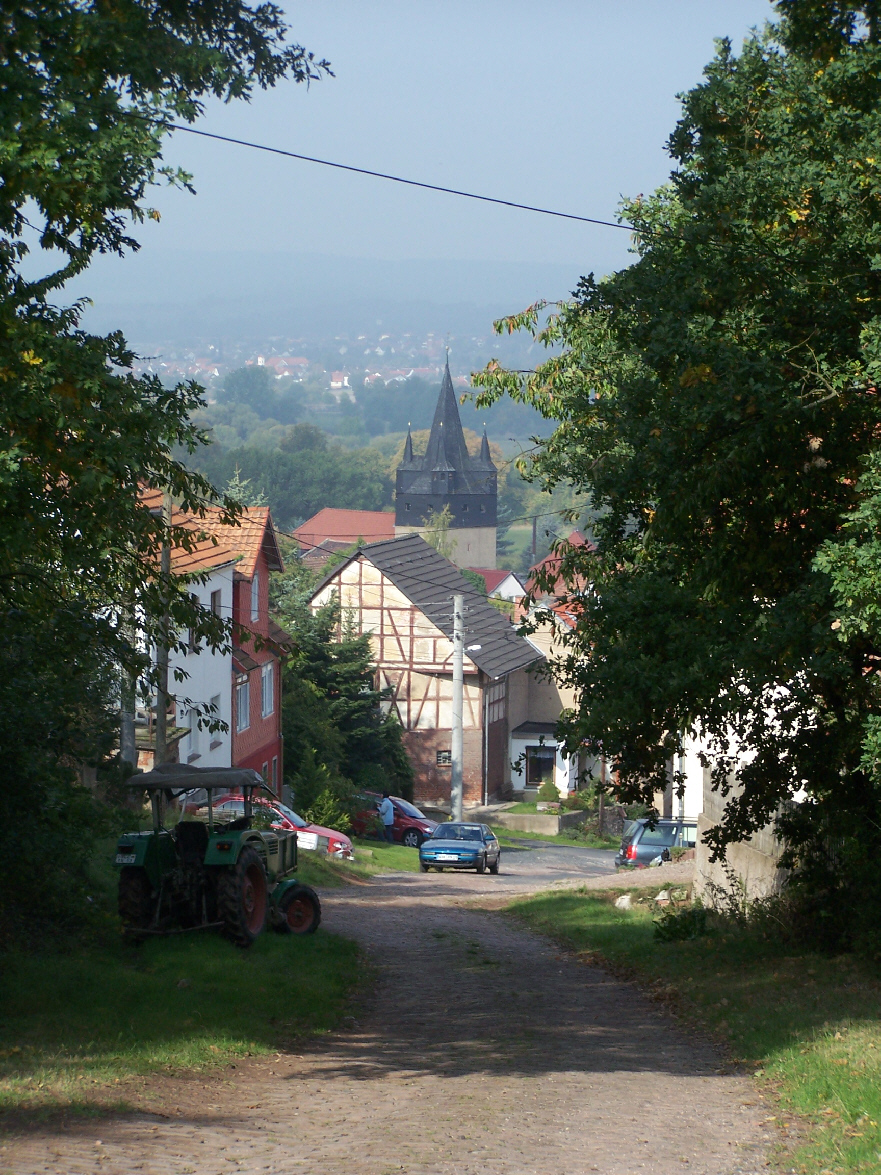
Am östlichen Stadtrand stand das Weingassentor

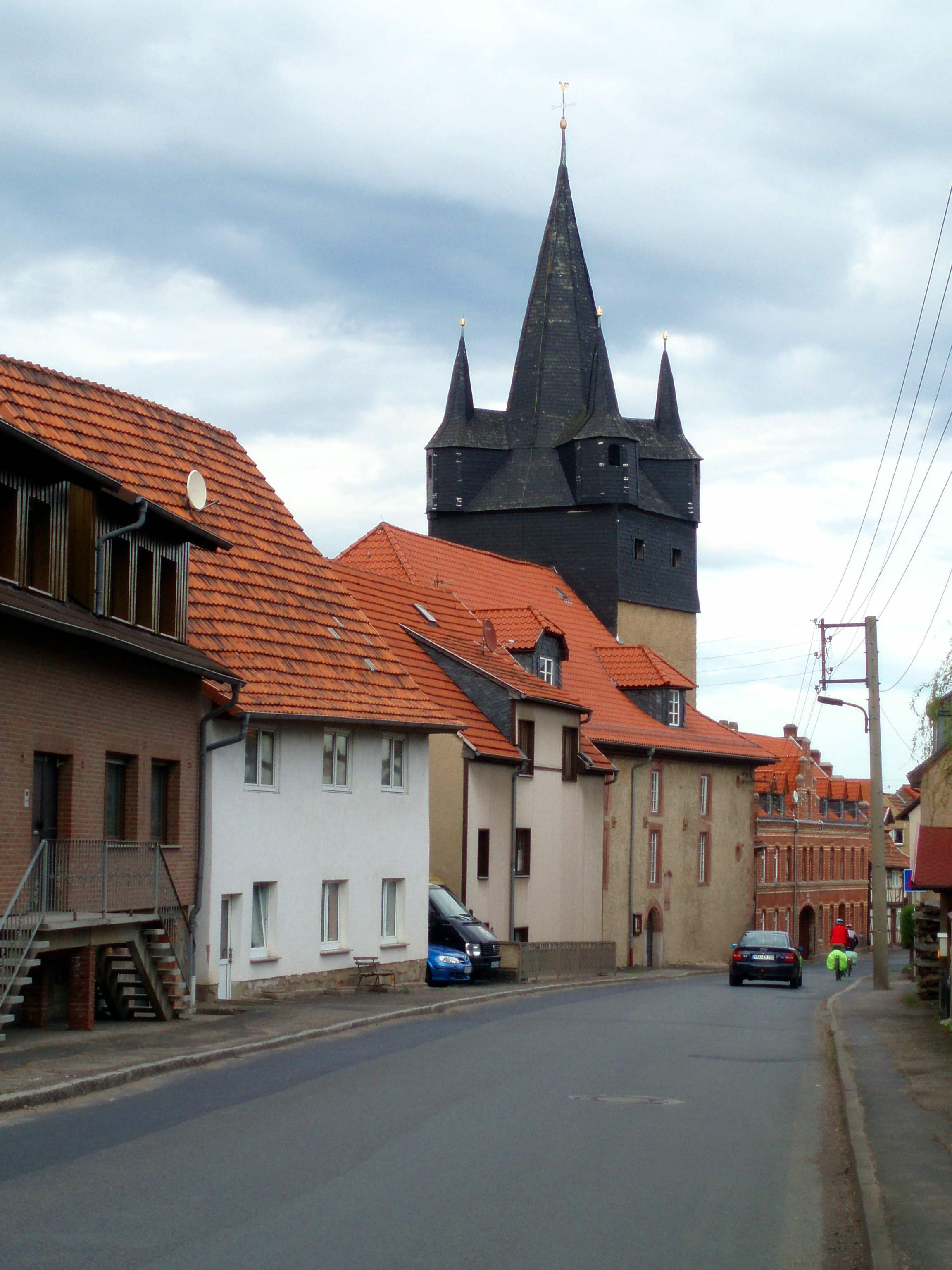
Blick zur Kirche

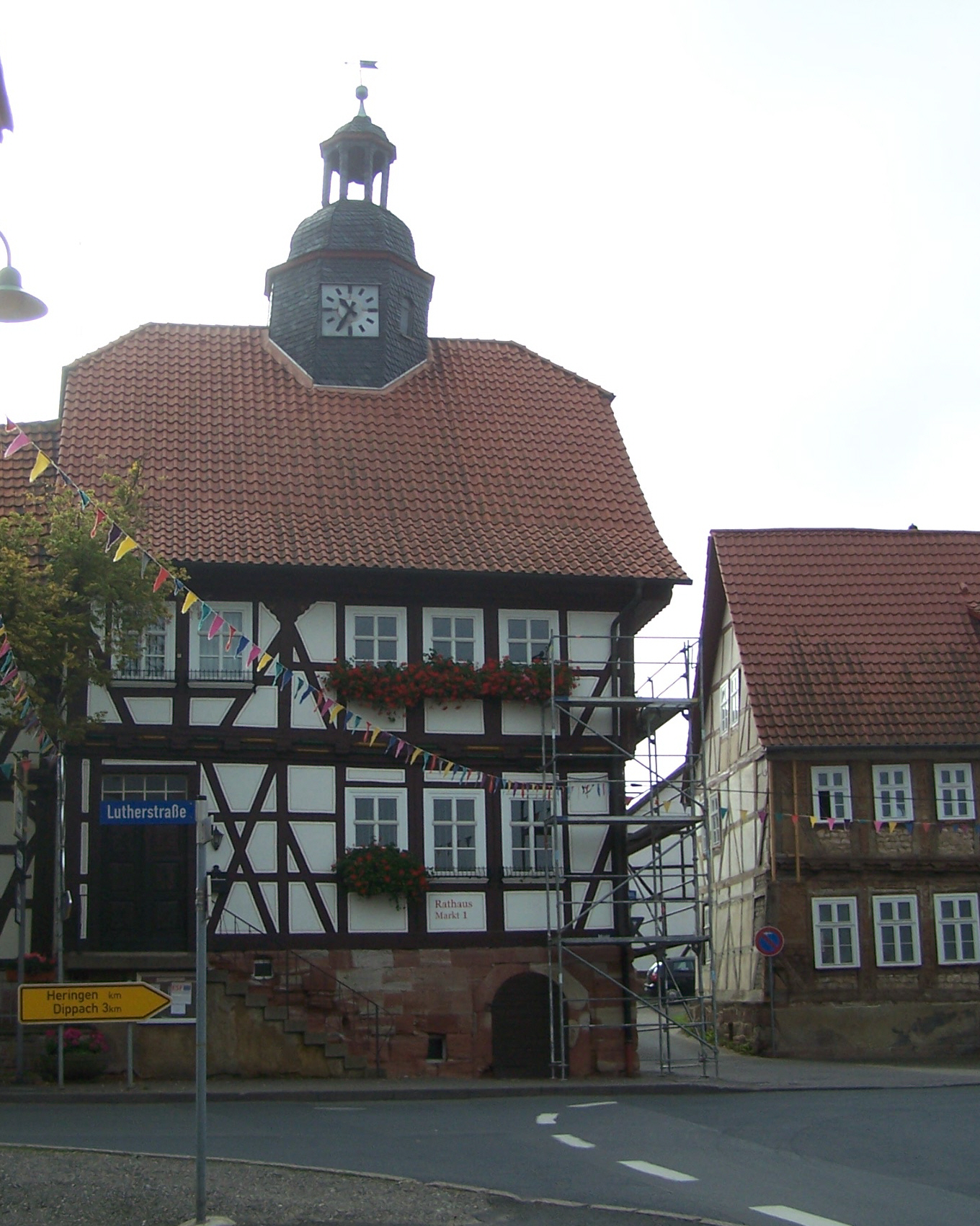
Historisches Rathaus Berka

### Mittelalter
Zu Beginn des 9. Jahrhunderts wird Berka im Güterverzeichnis Breviarium Sancti Lulli, der von Erzbischof Lullus († 786) von Mainz für das Kloster Hersfeld von Freien verliehenen Gütern erstmals urkundlich als Berchaho erwähnt. Der Name war ein Flurname und bedeutet Birkenwald oder Aue mit Birken. Das Kloster besaß hier elf Hufen und zwölf Höfe. Im Jahre 1016 kam es zur Schenkung der Jagd- und Forstrechte (Wildbann) von Kaiser Heinrich II. an die Hersfelder Abtei. Der Ort Berka lag im Bereich dieses Wildbannes. Die Abtei hatte in der Zwischenzeit im nahen Hausbreitenbach eine kleine Wasserburg – das feste Haus Breitenbach genannt – erbauen lassen und richtete darin den ersten Verwaltungssitz dieses Gebietes (Vogtei) ein, zu dem auch das Dorf Berka gehörte. Wegen der raschen wirtschaftlichen Entwicklung Berkas wurde die Vogtei und Verwaltung später nach Berka verlegt, das inzwischen durch eigene Befestigungsanlagen (noch erhalten ist das Untertor) und eine Kirchenburg geschützt wurde.
Seit 1239 sind hersfeldische Ministeriale von Berka nachweisbar. Ab 1283 wird landgräfliches Zollrecht und 1284 von landgräflicher Gerichtsstuhl in Berka belegt. Im 14. Jahrhundert hatten die Wettiner die Absicht, die Orte Berka und Dankmarshausen mit kaiserlicher Erlaubnis zur Stadt zu erheben. Die Frankensteiner verkauften 1330 ihren Besitz in Berka/Werra mit anderem Grundbesitz an die Grafen von Henneberg auf der Krayenburg. Mit dem Abt von Hersfeld schlossen die thüringischen Landgrafen 1354 einen Vertrag, dem zufolge das Haus und Amt zu Breitenbach mit dem Dorf Berka gemeinschaftlich verwaltet wurde. Der thüringische, später sächsische Amtmann hatte seinen Sitz in Hausbreitenbach, später Gerstungen, der hersfeldische wohnte in Berka/Werra.
Der markante Turm der heutigen Kirche wurde 1439 errichtet. Auf der südöstlich von Berka gelegenen Höhe, dem sogenannten Gehülfsberge, stand früher die Kapelle St. Mariä und Salvatoris, 1407 und 1515 urkundlich erwähnt.

### Reformation und Frühe Neuzeit
Bereits Mitte des 15. Jahrhunderts übertrug man Berka in hessischen Pfandbesitz. 1521 rastete Luther auf der Reise von Worms nach Wittenberg im Gasthaus ’’Zum Stern’’ und traf hier auf den Abt Crato von Hersfeld. Im Deutschen Bauernkrieg besetzte Landgraf Philipp I. von Hessen den Ort und zog dann weiter nach Eisenach, wo mit anderen Bauernführern ein gewisser Jakob Töpfer, Bauernführer aus Berka auf dem Marktplatz hingerichtet wurde. Für die Unterstützung der Aufrührer musste der Ort hohe Bußgelder zahlen. Philipp I. führte 1527 zwangsweise die Reformation durch, 1539 tagten in Berka hessische und kursächsische Räte in Grenzstreitigkeiten und Reformationsangelegenheiten. Im Jahr 1543 verordnet der Landgraf von Hessen eine Hausmusterung, damit soll der wirtschaftliche Zustand der neu erworbenen Landesteile untersucht werden. Während des Schmalkaldischen Krieges verweilte der gefürchtete Heerführer, Herzog von Alba 1547 kurz im Ort, bevor er seinen Heerzug nach Sachsen mit der Schlacht bei Mühlberg an der Elbe fortsetzte. Im Jahr 1553 verordnet der hessische Landgraf eine militärische Musterung der männlichen Bewohner.

### 17. Jahrhundert
Der Ort ist durch seine Lage am Hochufer der Werra und durch drei Tore gesichert. In Richtung Frauensee verläuft ein ausgedehnter Grenzverhau – die Berkaer Landwehr. Im Dreißigjährigen Krieg hatte Pappenheim auf seinem Zuge nach Hessen das Lager in unmittelbarer Nähe der Stadt aufgeschlagen, während ihm selbst das Rathaus zum Quartier diente. Später wurde fast die ganze Stadt von kaiserlichen Truppen niedergebrannt. Erst 1667 wurde das Rathaus wieder aufgebaut. Die Einwohner flüchteten in die Dornhecke und in der Kroatenhecke. Durch Hunger, Kriegseinwirkungen und die Pest war Berka am Ende des Krieges fast entvölkert.
Die letzte Hexenverbrennung fand am Gerichtsplatz an der Flurgrenze zum Nachbardorf Herda im Jahre 1660 statt, ihr fiel Anna Küchenmeister aus Herda zum Opfer. Seit 1700 nimmt der Reiseverkehr auf den Straßen um Berka enorm zu, die erste Poststation (Betreiber: Thurn und Taxis) wird eröffnet. Wirtschaftliche Grundlage des Ortes war der Handel, an der Werra befanden sich zwei Mühlen und ein Gerberviertel.

### 18. Jahrhundert
Die Region des mittleren Werratales war bis zum 18. Jahrhundert in zahlreiche kleine Territorien unter Oberhoheit der hessischen und thüringischen Landesherren zersplittert. Nach zahlreichen Grenzbegehungen wurde im Jahr 1742 ein umfangreicher Gebietsaustausch durchgeführt, hierbei fielen Berka und einige Nachbardörfer endgültig an das Herzogtum Sachsen-Weimar-Eisenach. Auch im Siebenjährigen Krieg hatte Berka auf Grund seiner Lage an wichtigen Durchgangsstraßen schwer zu leiden, vor allem musste die Bevölkerung immer wieder Geldforderungen bezahlen.

### 19. Jahrhundert
Zwischen 1806 und 1813 rastete der französische Kaiser Napoleon mehrfach in Berka, 1813 soll er während der Flucht im Gasthaus „Zur Post“ zu Mittag gegessen haben. Nach einer Landesbeschreibung wurde Berka 1816 als ein „mit allen städtischen Rechten ausgestatteter Marktflecken“ bezeichnet. Nach 1830 verschlechterte sich die wirtschaftliche Lage der Bevölkerung spürbar, oft genannter Grund soll die Chaussierung und Verlegung der Frankfurter Straße über Marksuhl gewesen sein. In der Folge versuchten zahlreiche Einwohner ihr Glück als Auswanderer in die USA zu gelangen. Erst 1847 erhielt Berka das lange erhoffte Stadtrecht und ein Stadtwappen, zugleich wurde eine Stadtordnung erstellt. Die Bewohner gründen 1848 eine Bürgerwehr, welche jedoch nach der Revolution bald wieder aufgelöst wurde. Der Grundstein für die erste Schule wurde 1851 gelegt.
Die Stadt ist Geburtsort des Philologen Georg Bippart (geb. 1816). 1850 wurde Bippart außerordentlicher Professor der Philologie in Jena, trat dann zur römisch-katholischen Kirche über und wurde 1858 Professor an der Universität zu Prag. 1855 wird der Männerchor in Berka gegründet. Die Notwendigkeit der Schulbildung wurde in der Bevölkerung erkannt und deshalb wurde 1863 ein zweites und drittes Schulgebäude errichtet.

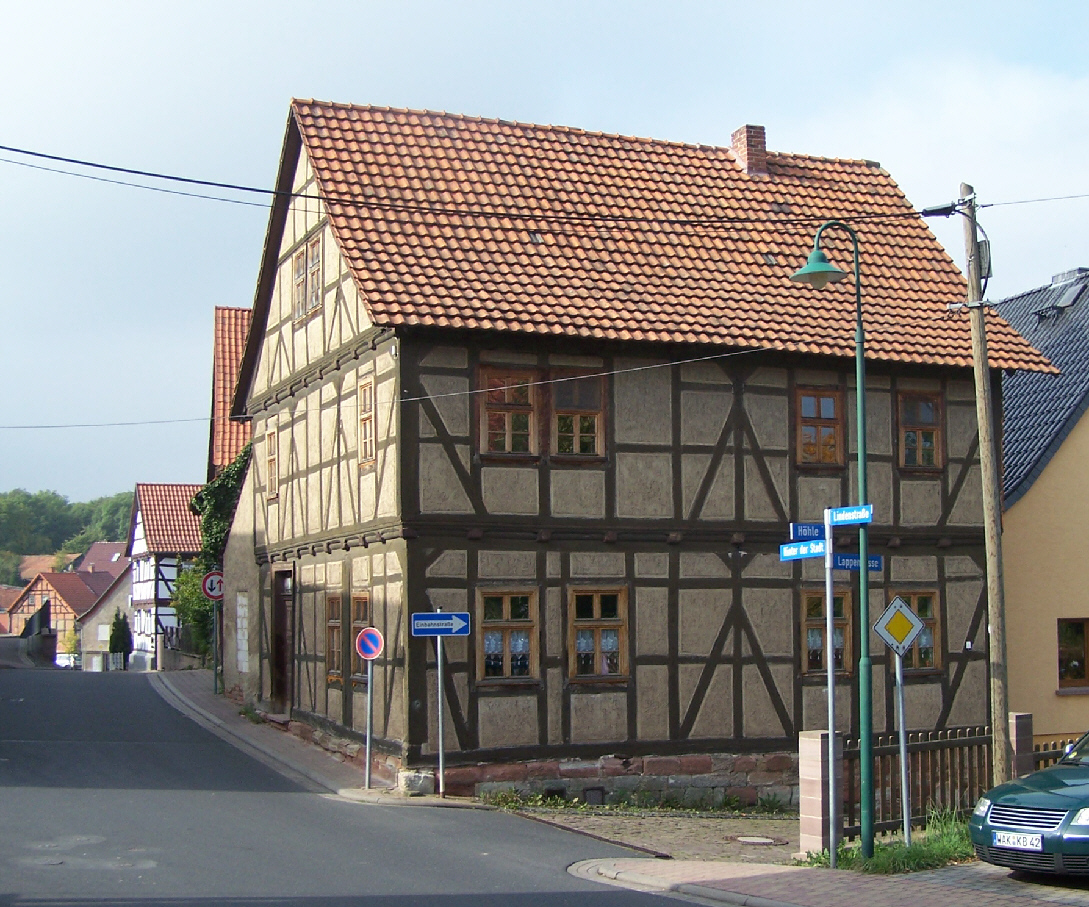
Fachwerkhäuser in der Altstadt
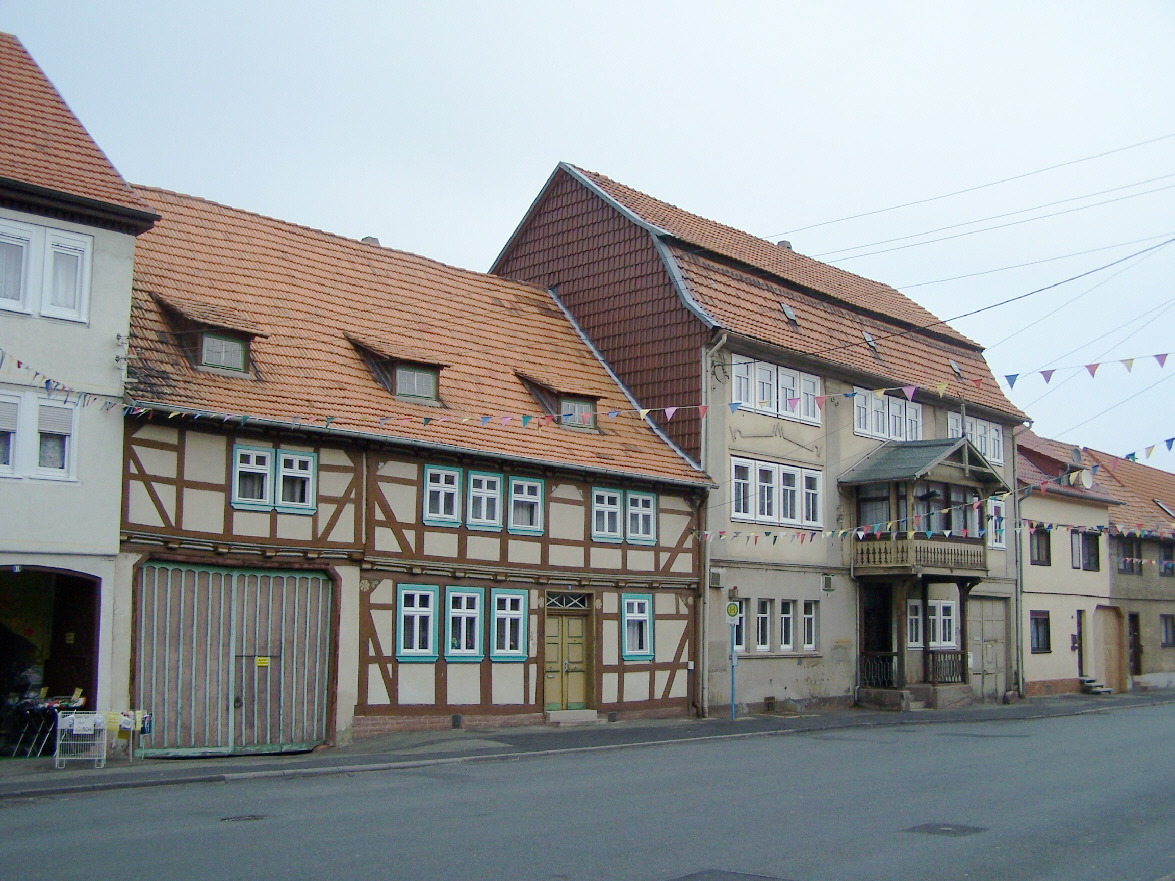
Bürgerhäuser in der Altstadt
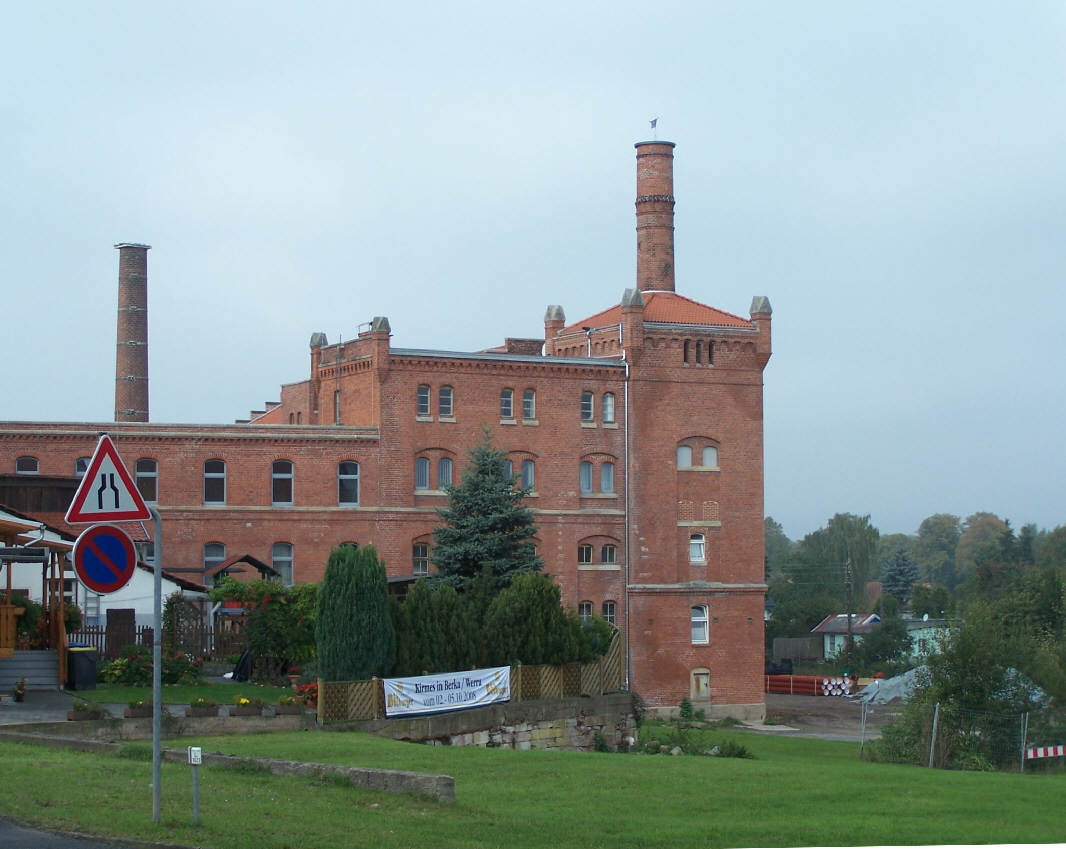
Die alte Brauerei

### Von der Gründerzeit bis zur Weimarer Republik
Mit der Errichtung der Berkaer Brauerei wurde der erste Industriebetrieb geschaffen. Der Kalischacht Alexandershall bei Dippach wurde 1903 in Betrieb genommen, zugleich begann der Bau der Bahnstrecke Vacha-Gerstungen, die 1907 fertiggestellt war. Die Inflationszeit und die Nachkriegsjahre brachten auch für Berkas Bevölkerung Not, Elend und Arbeitslosigkeit. Es gab in der Stadt, die damals 1300 Einwohner zählte, zeitweise 123 Arbeitslose. Die sozialen und politischen Spannungen hatten auch in Berka Folgen. Mit der Gründung von Vereinen versuchte man das kulturelle Leben im Ort zu fördern. 1922 wurde der erste Berkaer Frauenchor gegründet, es entstanden Wander- und Sportvereine.

### Zeit des Nationalsozialismus, Zweiter Weltkrieg und Nachkriegszeit
Nach Antritt der Naziherrschaft bildete sich in Gospenroda eine Widerstandsgruppe um den Kommunisten Jakob Gerlach, die Aufklärungsschriften über den Faschismus druckten und weitergaben. Bei der Aktion Gitter im August 1944 widersetzte sich der Vorsitzende der KPD-Ortsgruppe Willi Vock seiner drohenden Verhaftung, wurde dabei angeschossen und verstarb 1945 an den Folgen seiner Verletzungen. Eine Gedenktafel in der Nähe des Rathauses erinnert an ihn. Während des Zweiten Weltkrieges mussten 77 Frauen und Männer in der Landwirtschaft von Berka und den umliegenden Orten Zwangsarbeit verrichten.
In den letzten Kriegstagen wurde die Werrabrücke gesprengt und somit die direkte Verbindung zum Bahnhof Berka/Werra und den Nachbargemeinden Obersuhl und Gerstungen unterbrochen. An die zahlreichen Toten des Krieges und die Opfer des Faschismus erinnert ein Gedenkstein auf dem Friedhof mit den Worten: Die Toten mahnen!.
Im Oktober 1945 wurde auf Befehl der sowjetischen Militäradministration die Schule wiedereröffnet. Der Unterricht wurde, behindert durch Lehrermangel, im Rahmen der Möglichkeiten wiederaufgenommen. 1946 erfolgte die Wiedereröffnung des Kindergartens sowie die Gründung der Stadtkapelle. Am 8. September 1948 wurde die erste Gemeinderatswahl der Nachkriegszeit durchgeführt.

### Berkas Entwicklung in der DDR
Unter den politischen Verhältnissen der DDR erlebte auch die Berkaer Bevölkerung eine radikale Veränderung ihrer Lebensbedingungen: Die gesamte Entwicklung während der DDR-Zeit war durch die Lage Berkas dicht an der innerdeutschen Grenze geprägt, ab 1952 lag der Ort in der 5-Kilometer-Sperrzone, was Einschränkungen mit sich brachte.

#### Die 1950er Jahre

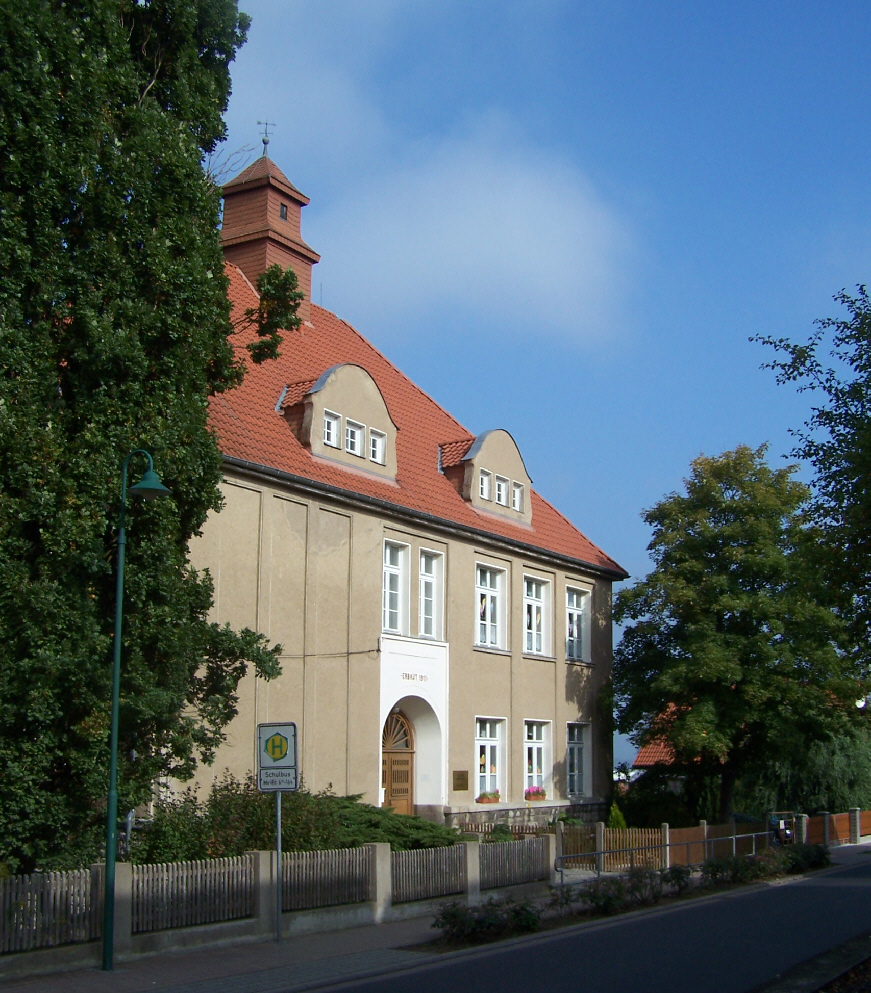
Die alte Berkaer Schule

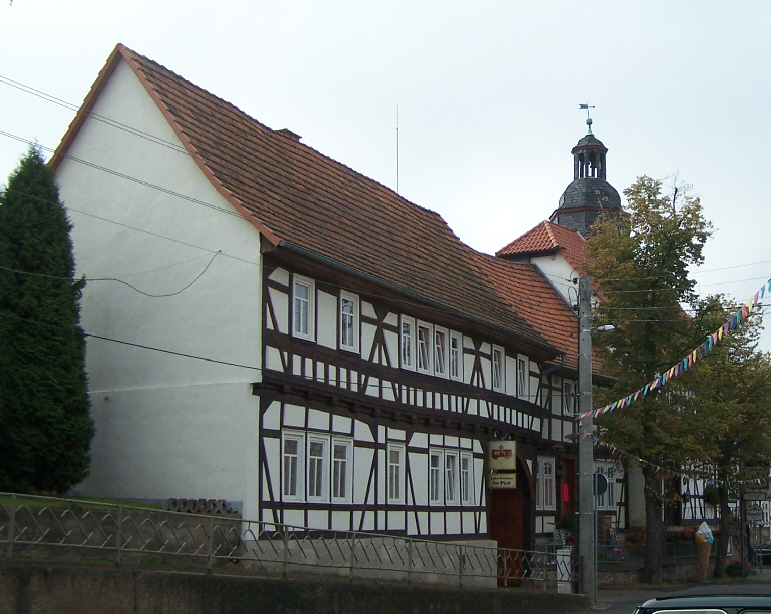
Das Gasthaus Zur Post

1950 erfolgte die Gründung der Nationalen Front und die erste (staatliche) Handelseinrichtung HO wurde eröffnet.
Im Zuge der Verwaltungsreform in der DDR wurde der Landkreis Eisenach, dem Berka angehörte, am 25. Juli 1952 aufgelöst und Berka dem neugebildeten Kreis Eisenach zugeordnet. Im Gasthaus „Alter Stern“ wurde 1953 eine Zweigstelle der Musikschule Eisenach eingerichtet.
Die Gründung der Arbeiter-Wohnungsbau-Genossenschaft (AWG) erfolgte 1957, sie schuf etwa 100 Wohnungen. Es gab aber auch privaten Wohnungsbau: 1956 begann der Eigenheimbau am Heinrich-Zille-Weg. Die Lebensmittelkarten wurden 1958 abgeschafft. Im gleichen Jahr erfolgte die Gründung des Volkskunstensembles Berka/Werra, die Erschließung eines neuen Sportplatzgeländes und die Erweiterung des Kindergartens durch Anbau, eine Zentralbibliothek wurde eröffnet.
Mit dem Anwachsen der Beschäftigungsmöglichkeiten wurde 1959 die Errichtung des ersten Schulhortes erforderlich. Die Reform der Schulbildung in der DDR setzte auf die polytechnische Ausbildung in der Schule. Die Schule wurde in eine Polytechnische Oberschule überführt. Am 1. April 1959 fand die erste Jugendweihe in Berka/Werra statt sowie die erste sozialistische Namensgebung. Im gleichen Jahr erfolgte die Gründung des Dorfklubs und der Dorfakademie in Berka.

#### Die 1960er und 1970er Jahre
Der Beginn der sozialistischen Umgestaltung der Landwirtschaft war 1960 mit der Gründung der ersten LPG verbunden – die Zwangskollektivierung der mehrheitlich bäuerlichen Bevölkerung in den Nachbarorten führte zu einer Absetz- und Fluchtbewegung über die nahe innerdeutsche Grenze. Diese endete 1961 mit dem Mauerbau. Ab 1962 wurde Gerstungen und Berka mit einem erweiterten Omnibusliniennetz versehen, um die in der Region verteilten Arbeitsstätten und Schachtanlagen termingerecht bedienen zu können. Die Berkaer Molkerei wurde 1968 um eine Abteilung Käseproduktion erweitert. Die Errichtung eines neuen Produktionsstandortes der Zigarrenfabrik Treffurt und eine Produktionsstätte des VEB Kombinat Fahrzeugelektrik Ruhla erfolgte ab 1970. Das von der Bevölkerung langersehnte Freibad konnte 1968 fertiggestellt und übergeben werden. Es stellte mit seinem Schwimmbecken aus Kunststoff im Gebiet des Kreises Eisenach eine Besonderheit dar.
Für die wachsende Zahl der Senioren und Rentner wurde ein Treffpunkt und zentrale Mittagsversorgung in der Gaststätte Zur Post geschaffen. Das Mehrzweckgebäude am Sportplatz wurde 1977 erweitert und erhielt eine Kegelsportanlage. 1977 entstand der Zweigbetrieb des VEB Elektrotechnik Eisenach, und 1978 wurde die Produktionsanlage der Berkaer Molkerei erweitert.
Die Bildung des Gemeindeverbandes Berka/Werra erfolgte 1978, er bestand aus 11 Gemeinden und hatte 12250 Einwohner. Die Gesamtfläche betrug 106,7 km², davon wurden 52,03 km² als landwirtschaftliche Nutzfläche ausgewiesen. Für die Lehrlingsausbildung wurden Räume in der ehemaligen Schachtanlage Alexandershall bereitgestellt, jährlich wurden bis zu 560 Schüler aus den 5 Schulen des Gemeindeverbandes hier betreut. Die Baumaßnahmen am Saal des Berkaer Felsenkellers wurden abgeschlossen.

#### Die 1980er Jahre
An der POS Berka/Werra wurde 1981 ein Jugendblasorchester gegründet, in dem der Nachwuchs für die Stadtkapelle gebildet und erzogen wurde. Zur Förderung des Sports wurde am 1. September 1983 die neue Schulsporthalle übergeben. Erstmals seit vielen Jahren nisteten in Berka/Werra wieder Störche, die 1985 sogar zwei Junge aufzogen. Im Neubaugebiet Heinrich-Zille-Weg wurde 1985 mit dem Bau der ersten Reihenhäuser begonnen. Bei einer 1985 erfolgten Sanierung wurden im denkmalgeschützten Untertor alte Dokumente im Turmknopf festgestellt, ergänzt und sorgfältig wieder eingebaut.

### 1990er Jahre und Gegenwart

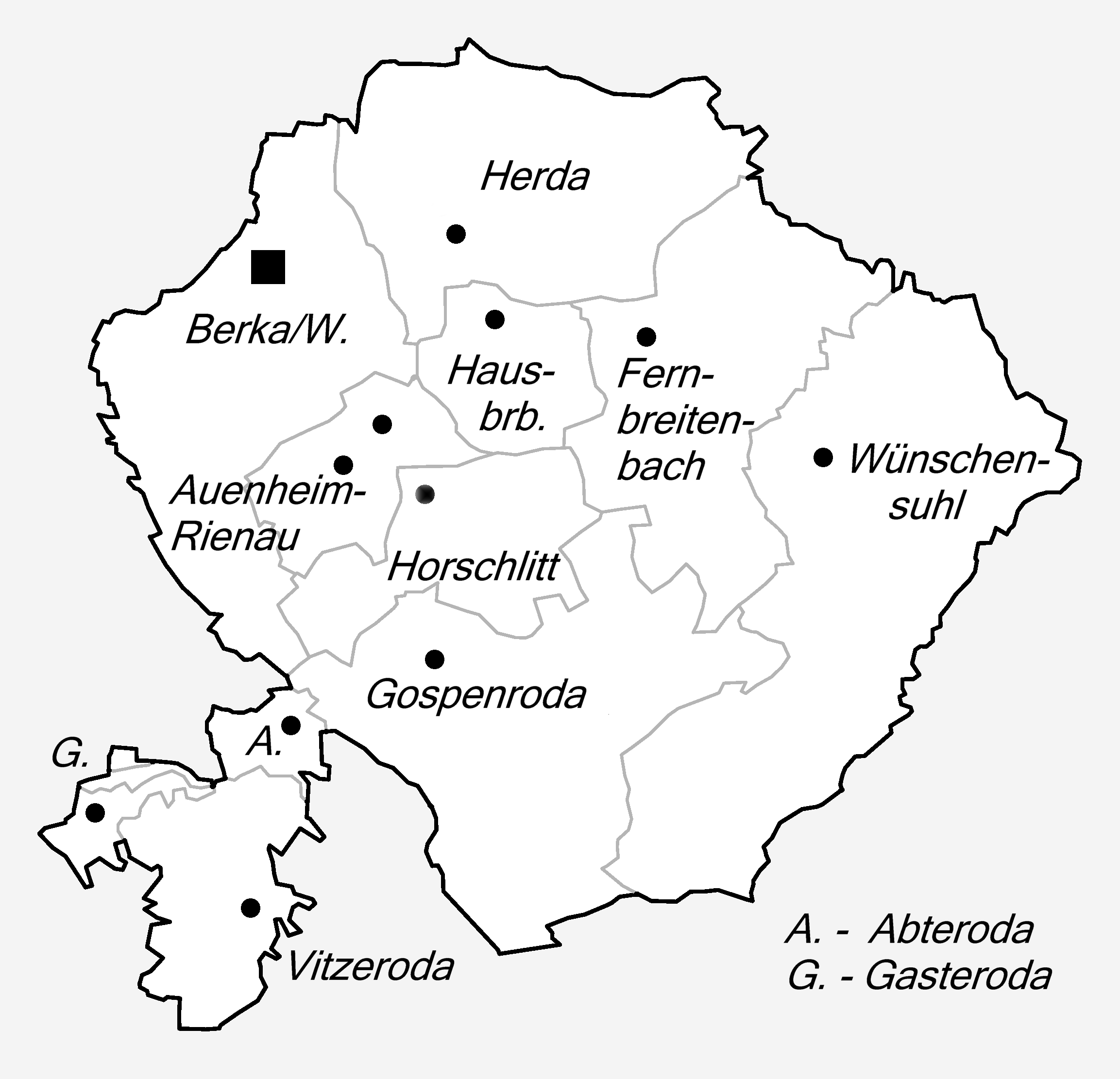
Stadtgliederung 1995 bis 2018

Mit dem Wegfall der Innerdeutschen Grenze, der Wiederherstellung der Verkehrswege nach Hessen sowie der Fertigstellung der Autobahn samt Anschlussstelle bei Untersuhl verfügte Berka/Werra nach der Wiedervereinigung Deutschlands über sehr günstige Verkehrsanbindungen und wurde deshalb als Dienstleistungs- und Logistikzentrum in der Regionalplanung des Wartburgkreises vorgesehen. Am Stadtrand entstand ein modernes Einkaufs- und Versorgungszentrum sowie ein Industriegebiet.
Berka wurde Sitz der 1994 gegründeten Verwaltungsgemeinschaft Berka/Werra. Gleichzeitig wurden die bis dahin selbständigen Gemeinden Fernbreitenbach, Gospenroda, Herda, Horschlitt und Vitzeroda nach Berka eingemeindet, 1995 kam noch Wünschensuhl hinzu.
Im Rahmen der Gebietsreform in Thüringen einigten sich die Kommunen Berka/Werra, Großensee, Dankmarshausen und Dippach, beim Freistaat Thüringen einen Antrag auf eine Fusion zur Stadt Werra-Suhl-Tal zum 1. Januar 2019 zu stellen und die Verwaltungsgemeinschaft Berka/Werra aufzulösen. Die Thüringer Landesregierung nahm das Vorhaben in das Zweite Gesetz zur freiwilligen Neugliederung kreisangehöriger Gemeinden auf, das am 13. Dezember 2018 vom Thüringer Landtag verabschiedet wurde und zum Jahreswechsel 2018/19 in Kraft trat.

### Wappen
Ein Siegel aus dem 17. Jh. zeigt drei Türme dicht nebeneinander stehend mit merklich überhöhtem mittlerem Turm; seit Anfang des 19. Jh. sind die Türme gleich hoch. Sie werden als die drei ehemaligen Stadttore gedeutet. Die Kreuze auf den Türmen könnten auf die Zugehörigkeit zum Kloster Hersfeld hinweisen. Das Wappen wurde der Stadt mit der Vergabe des Stadtrechtes 1847 verliehen; später in der Tinktur verändert. 1972 wurde das Stadtwappen „aktualisiert“: Die Kreuze wurden von den Türmen entfernt, und das nun geteilte Wappen wurde im unteren Teil nochmals gespalten und mit dem Zeichen des Bergmannes sowie dem Symbol der Werra versehen.

## Kultur und Sehenswürdigkeiten

### Kirche

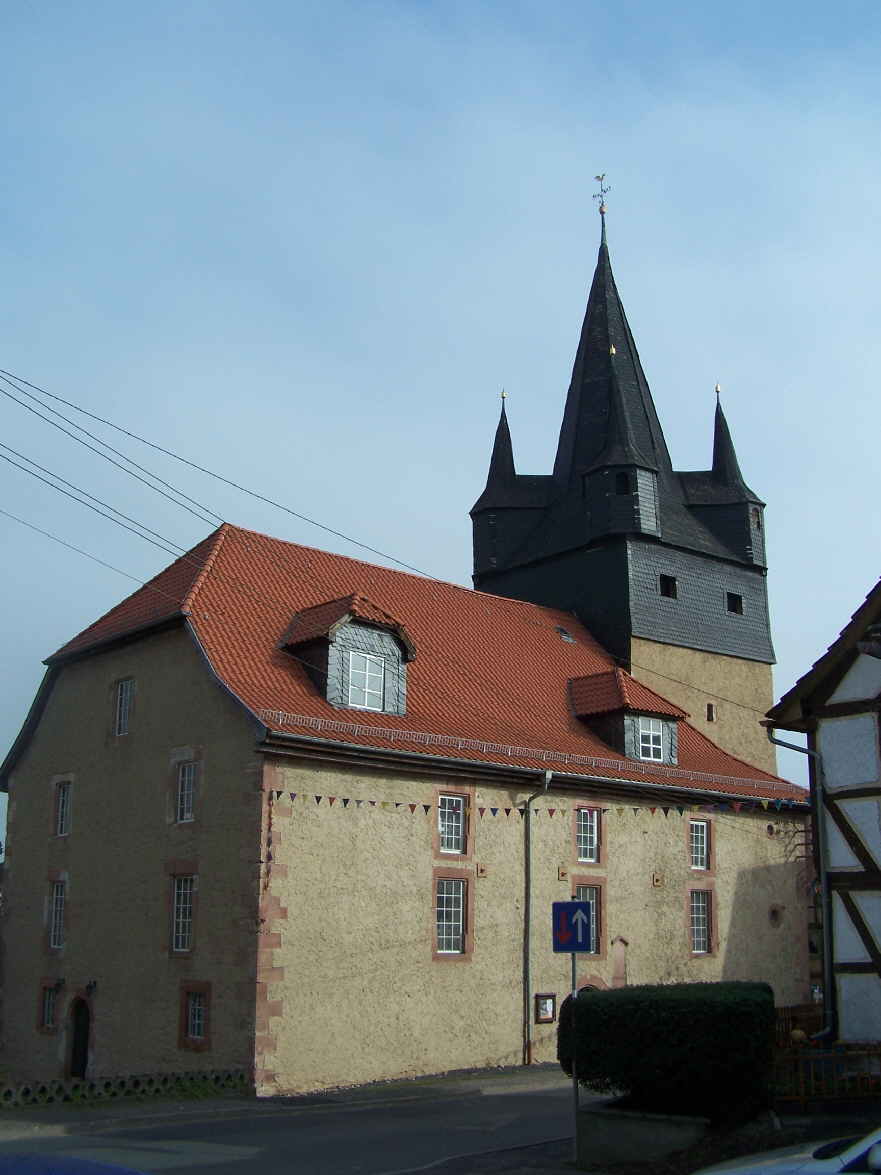
Die Kirche

Die Kirche in Berka/Werra befindet sich am südlichen Stadtrand auf dem Hochufer der Werra. Die Kirche besteht aus dem 1439 erbauten Juliusturm mit einer achteckigen Haube mit vier Ecktürmchen (Fünfknopfturm) und dem 1616 neu erbauten Kirchenschiff. Der im Erdgeschoss befindliche Chor hat ein Kreuzgewölbe aus dem 15. Jahrhundert. Das Langhaus wurde im Stil der Renaissance gehalten. Reich verziert ist die barocke Kanzel und die bemalte hölzerne Tonnendecke. In Berka/Werra lebte die in der Region tätige Kirchenmaler-Familie Wahnes, die auch die Ausmalung der Untersuhler Kirche übernahm. Die Kirche war mit weiteren Türmen und Mauern versehen und galt als Kirchenburg. Die Befestigungen wurden mit der Anlage der Dippacher Straße im 19. Jahrhundert abgetragen.

### Der alte Stern
Das spätgotische Haus im Stadtzentrum war der älteste Gasthof Berkas. Sein bedeutendster Besucher war Martin Luther, doch rasteten hier auch Könige und Landesfürsten. Das Gebäude verfügt über einen steinernen Sockelbau und einen Fachwerkaufsatz mit Steildach. Im 18. Jahrhundert war darin das hessische Amtshaus untergebracht, das Gasthaus wurde in den Neubau Zum goldenen Stern verlegt, welcher 1764 eröffnet wurde.

### Storchenbäckerei
Auch das als Storchenbäckerei bekannte reich geschmückte Fachwerkhaus in der Nähe des Rathauses war ein Amtshaus und diente ursprünglich der Verwaltung und dem Handel. Von 1354 bis 1742 war dort der hersfeldische und ab 1648 der hessische Vogt, der das Amt Berka gemeinschaftlich mit dem sächsischen Amtmann von Hausbreitenbach verwaltete, untergebracht. Später befand sich darin die Apotheke. Die jetzt im Thüringer Museum in Eisenach ausgestellte Berkaer Stadtapotheke ist die im Original erhaltene Ausstattung des 19. Jahrhunderts.

### Untertor
Von den drei überlieferten Toren blieb nur das Untertor im Norden der Altstadt erhalten.

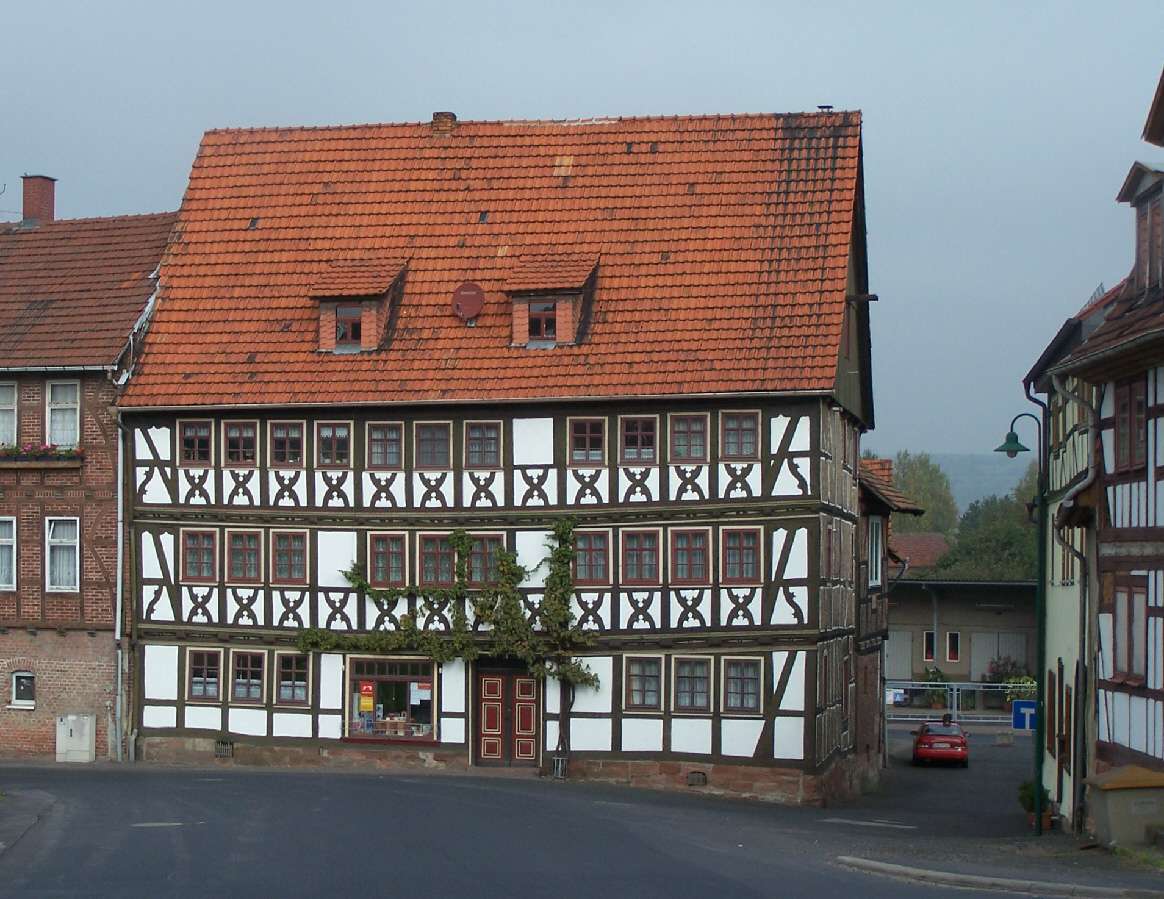
Die Storchenbäckerei
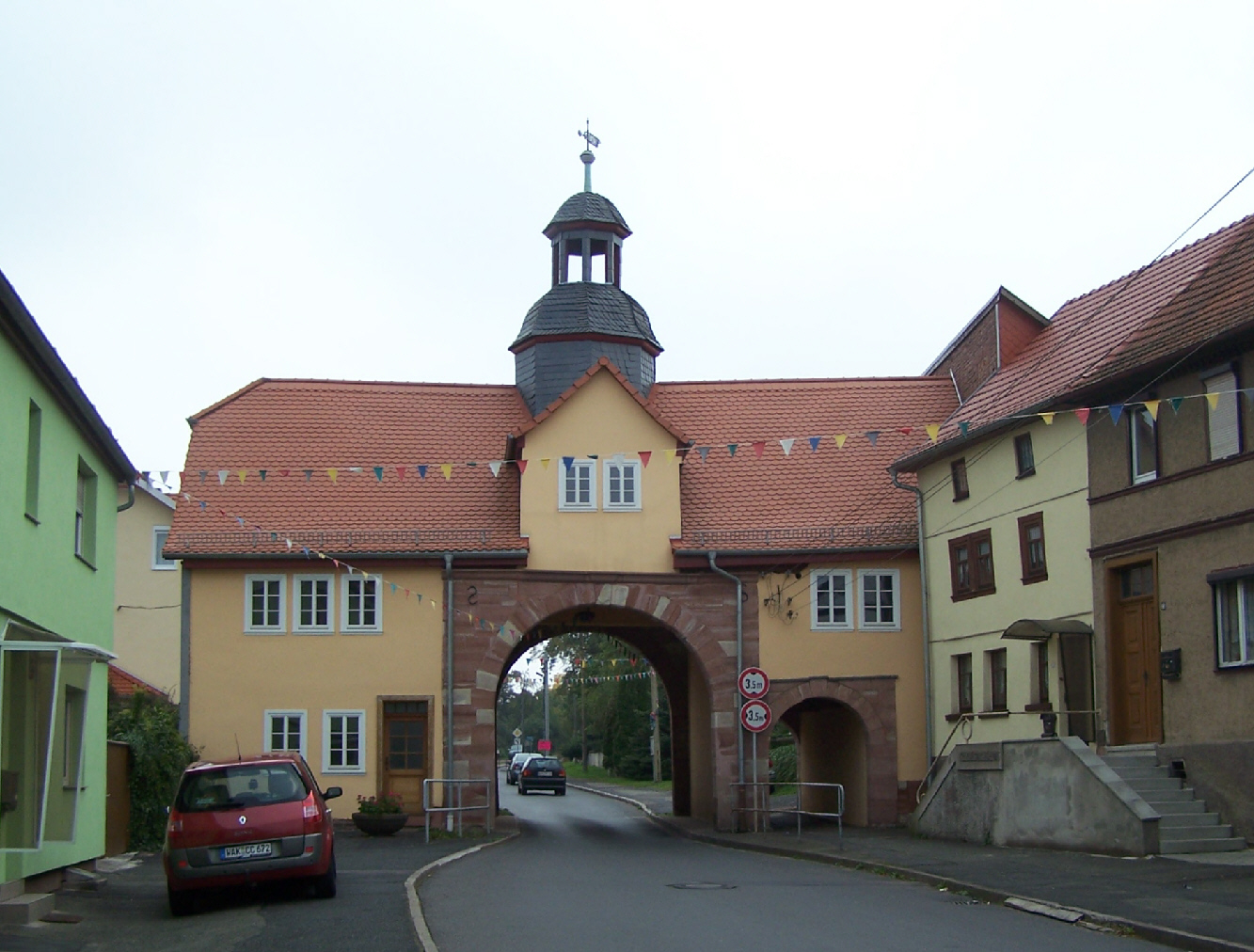
Das Untertor

## Politik

### Ehemaliger Stadtrat
Der Stadtrat in Berka/Werra setzte sich zuletzt aus 16 Ratsmitgliedern zusammen.
- CDU: 5 Sitze
- Freie Wählergemeinschaft (FWG) : 11 Sitze

(Stand: Kommunalwahl am 25. Mai 2014)

### Ehemaliger Bürgermeister
Bei der Bürgermeisterwahl am 22. April 2012 traten acht Kandidaten an. René Weißheit (Freie Wählergemeinschaft Berka) erzielte bei einer Wahlbeteiligung von 37,8 % 1150 Stimmen und damit 92,7 Prozent der abgegebenen gültigen Stimmen.

## Wirtschaft und Infrastruktur
Berka/Werra verfügt über sehr günstige Verkehrsanbindungen und wurde deshalb als Dienstleistungs- und Logistikzentrum in der Regionalplanung des Wartburgkreises vorgesehen. Es entstanden die Gewerbegebiete Auf der Dornenhecke in Berka/Werra und An der Straße zwischen Berka und Herda. Mit dem Bebauungsplan „Am Eichelberg“ wurde Planungsrecht für ein künftiges Areal von 3 ha Gewerbegebiet und 16 ha Industriegebiet geschaffen.

### Ortsansässige Unternehmen

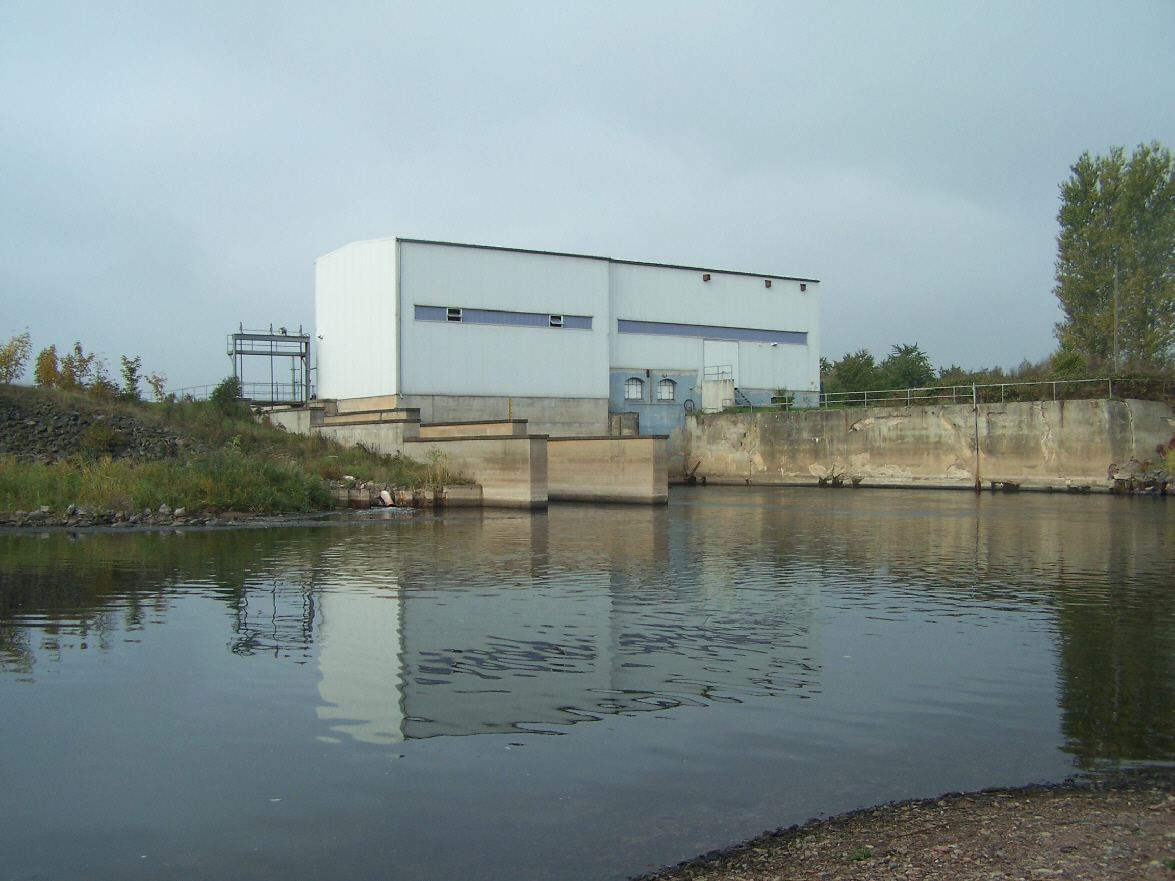
Das Wasserkraftwerk an der Werra

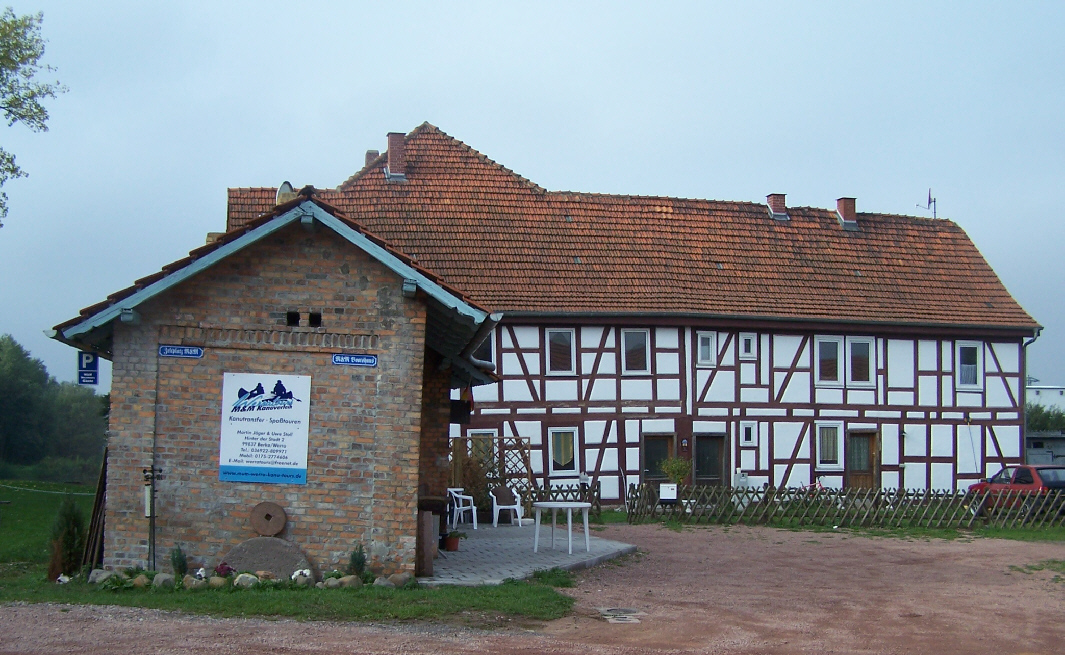
Kanuvermietung an der Mühle

- H. Leiter GmbH – Leergutlogistik einschl. Getränke-Flaschen-Sortieranlage
- ein Produktions- und Vertriebsstandort der Model GmbH, Bad Bentheim
- Hasselmann GmbH, Tiefbau
- Wina.G Windkraftanlagen GmbH
- Wasserkraftanlage Berka/Werra[14]

### Tourismus
Durch die touristische Infrastruktur ist Berka möglicher Ausgangspunkt für erholsame Wanderungen, z. B. auf dem Sallmannshäuser Rennsteig und Wasserwanderungen auf der Werra. Der Ort hat Anbindung an den Werratal-Radweg und den Themenwanderweg im Biotopverbund Grünes Band entlang der Landesgrenze.

### Verkehr
Die nächstgelegene Anschlussstelle 36 (Gerstungen) der A 4 befindet sich im zwei Kilometer entfernten Gerstungen. Ein Abschnitt der Thüringer Bahn Eisenach – Bebra hat Stationen am Bahnhof Gerstungen und in Obersuhl. Der Bahnhof von Berka/Werra befand sich an der heute noch für den Güterverkehr der Kaliwerke genutzten Bahnstrecke Gerstungen–Vacha und wurde wegen seiner grenznahen Lage ab 1952 stillgelegt und zurückgebaut.
Nach Berka/Werra verkehren folgende Buslinien des Verkehrsunternehmen Wartburgmobil und seiner Partner:
| Linie | Fahrstrecke                                                              |
| ----- | ------------------------------------------------------------------------ |
| L-52  | Eisenach – Marksuhl – Berka/Werra – Dippach – Dankmarshausen – Großensee |
| L-61  | Bad Salzungen – Dorndorf – Berka/Werra – Dippach – Dankmarshausen        |
| L-64  | Gerstungen – Berka/Werra – Horschlitt – Vitzeroda                        |
| L-65  | Gerstungen – Berka/Werra – Dippach – Dankmarshausen – Großensee          |

## Persönlichkeiten
- Georg Ludwig Avenarius (1699–1775), thüringischer Jurist und preußischer Resident
- Johannes Bippart (1768–1841), Kaufmann, Fabrikant, Gutsbesitzer und Abgeordneter
- Friedrich Koch (1813–1872), Philologe und Grammatiker
- Georg Bippart (1816–1892), Klassischer Philologe, Professor
- Paul Schäfer (1881–1965), Gynäkologe und Hochschullehrer
- Willi Langenhan (1919–1994), Maler
- Herbert Wilhelm (1922–2007), Wirtschaftswissenschaftler